# Мелбета (Небраска)
Мелбета (енгл. Melbeta) град је у америчкој савезној држави Небраска.

## Демографија
По попису из 2010. године број становника је 112, што је 26 (-18,8%) становника мање него 2000. године.
| Група             | 2000.       | 2010.       |
| Белци             | 127 (92,0%) | 106 (94,6%) |
| Афроамериканци    | 0 (0,0%)    | 0 (0,0%)    |
| Азијати           | 0 (0,0%)    | 0 (0,0%)    |
| Хиспаноамериканци | 11 (8,0%)   | 5 (4,5%)    |
| Укупно            | 138         | 112         |